# Phragmatobia ochracea
Phragmatobia ochracea är en fjärilsart som beskrevs av Zlotowzycki 1948. Phragmatobia ochracea ingår i släktet Phragmatobia och familjen björnspinnare. Inga underarter finns listade i Catalogue of Life.